# Josef av Copertino
Josef av Copertino (italienska San Giuseppe da Copertino), egentligen Giuseppe Desa, född 17 juni 1603 i Copertino, död 18 september 1663 i Osimo, var en italiensk franciskanbroder och präst som enligt uppgift kunde levitera. Josef av Copertino vördas som helgon inom Romersk-katolska kyrkan. Hans helgondag firas den 18 september.
Den brittiske författaren Colin Wilson förfäktar i sitt verk The Occult: A History teorin att fader Copertino faktiskt ägde förmågan att levitera.